# Isabel Martínez-Barbeito
Isabel Martínez-Barbeito Morás (La Coruña, 1918 - 15 de junio de 2007) fue una bibliotecaria, archivera y ensayista española. Fue la primera mujer en ocupar el cargo de bibliotecaria y archivera municipal de La Coruña y destacó por su contribución al ordenamiento y conservación del patrimonio documental, así como por su implicación en proyectos culturales y de investigación histórica.

## Trayectoria
Hija de la pedagoga María Barbeito y del escritor Fernando Martínez Morás, fue además hermana del escritor Carlos Martínez-Barbeito, presidente de la Real Academia Gallega de Bellas Artes, y de Juan María Martínez Barbeito, presidente de la Cámara de Comercio de Galicia. Junto a sus dos hermanos mayores, recibió una educación basada en los principios de la Institución Libre de Enseñanza.
En 1934, comenzó sus estudios en Filosofía y Letras, especializándose en Historia, en la Universidad de Santiago de Compostela. Su formación fue interrumpida por la Guerra Civil, pero completó la licenciatura en 1942, obteniendo también la especialización en Archivos. Comenzó su carrera en 1948 como Secretaria Técnica del Museo de Bellas Artes de La Coruña, donde elaboró el primer catálogo de sus fondos. En 1960, ganó mediante concurso de méritos la plaza de bibliotecaria y archivera en el Ayuntamiento de La Coruña, siendo la primera mujer en ocupar este cargo. Durante su gestión, estableció la división entre Archivo Histórico y Archivo Administrativo y mejoró significativamente la organización y conservación de los fondos documentales.
En 1978 participó en la planificación del traslado de la Biblioteca Municipal y el Archivo Histórico a su ubicación en la calle Durán Loriga. Ese mismo año, formó parte del equipo designado por el Ayuntamiento de La Coruña para elaborar el Estudio histórico sobre la capitalidad de Galicia. Se jubiló de manera anticipada en 1984, dejando un inventario detallado de los fondos y recomendaciones para el archivo. Paralelamente, ejerció como conservadora del Museo de los Relojes del Ayuntamiento de La Coruña y como bibliotecaria de la Cámara de Comercio (1969-1984). También fue miembro activo de la Asociación de Artistas de La Coruña y del Instituto José Cornide de Estudios Coruñeses, donde gestionó archivos como los del naturalista Víctor López Seoane y el diplomático Salvador de Madariaga.
Colaboró en publicaciones como el Boletín de Información Municipal o la revista del Instituto José Cornide de Estudios Coruñeses. Escribió los libros Catálogo del Museo de Bellas Artes, Privilegios Reales y viejos documentos de La Coruña y Notas de un archivo, recopilación de los artículos que publicó durante varios años en el periódico La Voz de Galicia.
Falleció en su ciudad natal en junio del 2007.

## Reconocimientos
Isabel Martínez-Barbeito forma parte del proyecto Mujeres Investigadoras en los Archivos Estatales (1900-1970) del Ministerio de Cultura. Busca visibilizar a las investigadores que han desarrollado su labor en alguno de los nueve archivos competencia de dicho ministerio entre los años 1900 y 1970: Archivo Histórico Nacional, el Archivo de la Corona de Aragón, el Archivo General de Simancas, el Archivo General de Indias, el Archivo de la Real Chancillería de Valladolid, el Archivo General de la Administración y el Centro de Información Documental de Archivos.

## Obra
- 1962 – Asuntos de guerra.
- 2002 – Notas de un archivo.